# Well Alright!
Well Alright! — альбом компиляция американского певца и композитора Литла Ричарда, вышедший в 1970 году на лейбле Specialty Records.

## Об альбоме
Когда в 1964 году Литл Ричард вернулся на свой старый лейбл Specialty Records, записи на котором в середине 1950-х гг. сделали певца знаменитым, он лишь записал несколько песен, после чего сменил фирму звукозаписи. Тогда Specialty выпустили лишь один сингл «Bama Lama Bama Loo» с «Annie Is Back» на обратной стороне. Сингл не стал хитом. Несмотря на это, тогда же Том Джонс записал кавер-версию «Bama Lama Bama Loo». В 1970 году Specialty решили выпустить четыре песни с сессий 1964 года — «Poor Boy Paul», «Bama Lama, Bama Loo» «Well Alright!» и «Annie Is Back». Дополнен сборник был восемью старыми песнями 1950-х гг., из которых хитами являлись лишь «Keep A-Knockin’» и «The Girl Can’t Help It».

## Список композиций
1. Poor Boy Paul
2. Directly From My Heart
3. The Girl Can’t Help It
4. Wonderin’
5. Bama Lama, Bama Loo
6. Kansas City / Hey-Hey-Hey-Hey
7. Keep A-Knockin’
8. All Night Long
9. Well Alright!
10. She Knows How to Rock
11. Annie Is Back
12. Shake a Hand

## Альбомные синглы
- Poor Boy Paul / Wonderin’ (11/1970; Specialty 699)